# الكواهلة
الكواهلة بنى كاهل  قبيلة عربية تعيش في السودان وهاجر بنو كاهل إلى السودان كغيرهم من القبائل العربية من شبه الجزيرة العربية التي هاجرت إلى بلاد النوبة بحثا عن الكلأ والذهب والمعادن.

## نسب قبيلة الكواهلة
- ذكر النسابون العرب عدة بطونا تنتمي إلى جد باسم كاهل أشهرها:

1. كاهل بن أسد بن خزيمة بن مدركة بن إلياس بن مضر بن نزار بن معد بن عدنان.
2. كاهل بن مالك بن غطفان بن قيس بن جهينة بن زيد بن ليث بن سود بن أسلم بن إلحاف بن قضاعة.
3. كاهل بن الحارث بن تميم بن سعد بن هذيل بن مدركة بن إلياس بن مضر بن نزار بن معد بن عدنان.
4. كاهل بن عذرة بن سعد هذيم بن زيد بن ليث بن سود بن أسلم بن إلحاف بن قضاعة.

وينتسب الكواهلة إلى جد يسمى محمد كاهل عاش بالسودان في القرن العاشر الهجري وبهذا يستحيل أن يكون محمد كاهل أحد الأجداد بالأعلى فجميعهم جاهليون.
وقد اختلط تشابه الأسماء على بعض النسابين ممن نسب الكواهلة إلى كاهل بن أسد فطنوه أسد بن عبد العزى بن قصي جد عبد الله بن الزبير بن العوام وهذا الصحيح وقد أكّد المؤرخون أن الكواهلة ينتسبون  إلى أسد بن عبد العزى بن قصي جد عبد الله بن الزبير بن العوام.

## ديار الكواهلة
تقع ديارهم بمحاذاة النيل حتى النيل الأبيض وشمال كردفان وما بين النيلين منطقة الجزيرة ومنطقة النيل الأزرق حتى حدود الحبشة ومنطقة البطانة حتى نهر عطبرة.

## فروع الكواهلة
الأحامده، والشدايدة الوليه والجلاليه والباقية والمطارفه والخلائف، البشارين، الكملاب والكوامل والدليقاب والكيلاب والبراقنه والقريشاب والمروقوماب والحسانيه والحسنات والمحمديه، الأساوده، الغمضاب والجلالاب والبصيراب والكروماب، البدارنه والشلاعنة والكرتان والمايديه، النفيديه، الزوايده واليزيديه، قبيله العبابدة المنتشره في مصر والسودان والدليقاب ومنتشرين في منطقة أبو دليق في شرق النيل وفي حلفا الجديدة.
بالإضافة إلى محالفة قبائل أخرى لهم.

### نظام الحكم في القبيلة
يتكون من أمير عموم ثم أمين عام ثم لكل ولاية أمير لإمارة الكواهلة بالولاية وتتبعه عدد من العمد وفي القديم في نظام النظارات والعمد كانت قبيلة الكواهلة تملك ثلاثة عشر نظارة.

## وصلات خارجية
حسانية
الجهيماب